# Loxipasser anoxanthus
Loxipasser anoxanthus là một loài chim trong họ Thraupidae.